# Смуга відведення
Смуга відведення (відводу) в українському законодавстві:
- земельна ділянка, що надається в установленому порядку для розміщення автомобільної дороги[1];
- землі під залізницею (включаючи землі під залізничним полотном та його облаштуванням, станціями та всіма іншими спорудами та будівлями)[2][3];
- землі навколо водойм, виділені для забезпечення експлуатації та захисту цих водойм та гідротехнічних і гідрометричних споруд, гребель тощо[4][5][6].